# 热河都统
热河都统是清朝政府设置、中华民国北洋政府沿用的一个官职。清代为热河地区八旗驻防從一品武官，兼管地方民政:108，北洋时期为民政官职。

## 历史沿革

### 热河总管和副都统
雍正二年（1724年），设置正三品的热河总管。下设副总管二员，佐领十六员。每佐领下，骁骑校一员。四百名满洲兵驻防热河，两百名满洲兵驻防喀喇河屯，二百名蒙古兵驻防桦榆沟:107。
乾隆三年（1738年），裁撤热河总管、副总管。设正二品的热河副都统，增设协领六员，佐领四员，防御二十员，骁骑校四员。增兵一千二百名。兵员共计两千名。乾隆三十五年（1770年），裁撤佐领五员，以协领兼佐领事，不久裁撤蒙古协领一员。后又两次增加马甲各一百名。乾隆五十四年（1789年），增设前锋营校尉十员。自设立热河副都统起，兼理全境蒙民案件和各府州、县税务。乾隆四十三年（1778年）设立承德府之前，热河副都统兼管地方民政:107—108。後建热河都统署。

### 清代的热河都统
嘉庆十五年（1810年），热河副都统升为热河都统，为从一品。管辖驻防热河等处的八旗官兵。热河都统下辖满洲镶黄、正白、正黄、正红、镶白、正蓝六旗协领各一员，佐领各二员，防御各二员，骁骑校各二员，共计满洲军官四十二人，领兵一千七百六十人。下辖蒙古右翼正红、正黄、镶红、镶蓝四旗协领各一员，佐领各一员，防御各一员，骁骑校各一员，共计军官十六人，领兵四百四十人。驻防在热河:107—108。
道光七年（1827年），清政府明令热河全境府、州、县的司法、财政，以及文武官员三年大计的考查统归热河都统核办:108。

### 民国北洋时期
1914年，北洋政府设热河特别区，以热河都统为行政长官。1928年10月，国民政府改特别区为热河省，废除都统公署和都统，改为省政府委员会和省主席。

## 清代历任热河都统
- 嘉庆年间，十三人、十三任：
  - 積拉堪、毓秀（两次正任，两次署理[2]）、祿康（未到任[2]）、高杞（未到任[2]）、和寧（一次未到任[2]，一次任）、文寧（未到任[2]）、慶祥、慶溥、伊冲阿（两任）、熙昌（署）、松寧、誠安、松筠[3]
- 道光年间，三十三人、三十八任：
  - 慶惠（两任）、廉善、成德、慶保、那清安（两任）、明山、昇寅（两任）、佈勒亨（護）、英和、成格、松筠（署）、裕恩、保昌、蘇成額、貴慶、武忠額、嵩溥、耆英、惠吉、恩銘、訥爾經額、阿勒清阿（一次正任，一次署理）、瑚松額、桂輪、琦善、薩迎阿、桂良、賡福（二次署理）、惠豐、圖璧（護）、明訓（署）、毓書、惟勤[3]
- 咸丰年间，七人、七任：
  - 賡福、花山太、毓書、柏葰、英隆、常清、春佑[3]
- 同治年间，七人、八任：
  - 瑞麟（署后担任）、麒慶、慶春、魁齡（署）、庫克吉泰、崇實（署）、瑞聯[3]
- 光绪年间，十九人、二十一任：
  - 延煦、崇綺、額勒和布、富華（署）、恩福、繼格、謙禧、德福、恩良（署）、廷雍（一次護理，一次署理）、奎斌、慶裕、崇禮、壽蔭、色楞額、福謙（護）、松寿（署后担任）、錫良、廷杰[3]
- 宣统年间，五人、五任：
  - 紹昌（署）、誠勳、崑源、溥頲、錫良[3]

## 备注
1. 1 2  热河行宫在今承德市双桥区境内
2. ↑  喀喇河屯行宫在今承德市双滦区境内。
3. ↑  桦榆沟行宫在今承德市滦平县境内。